# Pierre Brunet (patinage artistique)
Pour les articles homonymes, voir Pierre Brunet et Brunet.

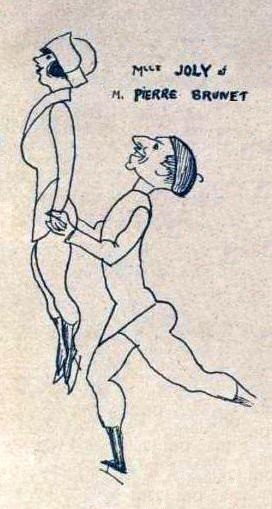
Andrée Joly et Pierre Brunet aux JO de 1924 à Chamonix (caricature de Kelèn).

Pierre Brunet, né le 28 juin 1902 au Quesne (Somme) et mort le 27 juillet 1991 à Boyne City au Michigan aux États-Unis, est un patineur artistique français, époux et partenaire d'Andrée Joly. Ensemble, ils forment le couple de patinage artistique le plus célèbre des années 1920 et 1930. Innovant sur la glace et réalisant les premiers portés à une main, ils sont médaillés à de nombreuses reprises aux Jeux olympiques et aux championnats du monde.

## Biographie

### Carrière sportive

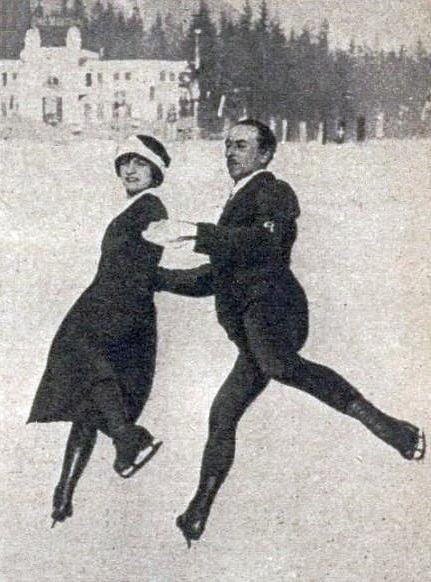
Andrée Joly et Pierre Brunet, troisièmes des JO de 1924 à Chamonix.

Pierre Brunet commence le patinage en 1919 et pratique également l'escrime, la natation et l'aviron. Quelques mois avant les Jeux olympiques de 1924, Pierre Brunet rencontre Andrée Joly alors qu'ils gagnent chacun de leur côté le titre de champion de France individuel de patinage au Palais des Glaces de Paris,. Il lui propose de disputer ensemble les épreuves en couple, ce qu'elle accepte. Huitième de l'épreuve individuelle des Jeux olympiques d'hiver, Brunet se rattrape en couple avec sa nouvelle partenaire pour obtenir une médaille de bronze, innovant déjà sur la glace avec des figures inédites,.
En 1926, Andrée Joly et Pierre Brunet se préparent pour les championnats du monde de patinage à Montana pendant trois semaines prises sur leurs vacances annuelles. Ils remportent le championnat du monde de patinage artistique de figures par couples. Le couple vient doter la France de son premier grand succès international en patinage. Ils terminent avec dix points d'avance sur leurs poursuivants grâce à une nouvelle méthode, un porté alors appelé le « saut de l'ange ».
Lors des Jeux olympiques de Saint-Moritz, il remporte le titre olympique en compagnie de sa partenaire dans la compétition de patinage en couple. Sans prendre de risque pour éviter toute chute, ils sont classés premiers par cinq juges, seconds par trois juges et quatrième par un juge.
Présent lors des fêtes de patinage en février 1929 au bois de Vincennes, organisés par L'Auto et le Journal, le couple fait le spectacle avec notamment des portés comme le tourbillon. Il se marie à sa partenaire sportive en 1929 et devient le couple « Brunet-Brunet ». L'année suivante, sa femme donne naissance à leur fils, Jean-Pierre, qui patine dès le plus jeune âge.
Aux Jeux olympiques d'hiver de 1932, il conserve son titre olympique en couple en s'imposant avec son épouse par la virtuosité, l'harmonie, la cadence et la grâce de leur programme. Surclassant les six autres couples de la compétition, ils devancent de plus de 100 points leurs dauphins et sont célébrés par le public bien avant le verdict des sept juges.
Le 31 décembre 1933, Pierre Joly est victime d'une chute dans un ravin avec sa femme lors d'une randonnée à skis. Victime d'un épanchement de synovie au genou gauche, compliqué d'un déchirement musculaire, il est de nouveau sur ses patins en février.

### Reconversion
Devenu professionnel avec Andrée en 1936, il part vivre avec elle à Londres puis Toronto avec de s'installer aux États-Unis et de devenir citoyen américain en 1942. Devenu entraîneur, il forme de nombreux champions américains comme Carol Heiss, Dorothy Hamill ou encore Scott Hamilton,. À la fin des années 1950, il conçoit le Gold Seal, une lame dont la résistance est réputée.

## Palmarès

### En individuel
| Compétition             | 1921 | 1922 | 1923 | 1924 | 1925 | 1926 | 1927 | 1928 | 1929 | 1930 | 1931 | 1932 | 1933 | 1934 | 1935 |
| Jeux olympiques d'hiver |      |      |      | 8e   |      |      |      | 7e   |      |      |      |      |      |      |      |
| Championnats du monde   |      |      |      |      |      |      |      |      |      |      | 9e   |      |      |      |      |
| Championnats d’Europe   |      |      |      |      |      |      |      |      |      |      |      |      |      |      |      |
| Championnats de France  | 2e   | 2e   | 2e   | 1er  | 1er  |      | 1er  | 1er  | 1er  | 1er  | 1er  | 2e   |      |      |      |

### En couple artistique
Avec sa partenaire Andrée Joly
| Compétition             | 1921 | 1922 | 1923 | 1924 | 1925 | 1926 | 1927 | 1928 | 1929 | 1930 | 1931 | 1932 | 1933 | 1934 | 1935 |
| Jeux olympiques d'hiver |      |      |      | 3e   |      |      |      | 1er  |      |      |      | 1er  |      |      |      |
| Championnats du monde   |      |      |      |      | 2e   | 1er  |      | 1er  |      | 1er  |      | 1er  |      |      |      |
| Championnats d’Europe   |      |      |      |      |      |      |      |      |      |      |      | 1er  |      |      |      |
| Championnats de France  | 3e   | 3e   | 2e   | 1er  | 1er  | 1er  | 1er  | 1er  | 1er  | 1er  | 1er  | 1er  | 1er  |      | 1er  |

## Distinction
- Médaille de la Ville de Paris (1932)